# 佐藤賢一
佐藤 賢一（さとう けんいち、1968年3月12日 - ）は、日本の小説家。学位は修士（文学）（東北大学）。山形県鶴岡市出身。鶴岡市在住。

## 経歴
山形県鶴岡市に生まれる。山形県立鶴岡南高等学校卒業。山形大学教育学部卒業。東北大学大学院文学研究科西洋史学専攻修士課程修了。同フランス文学専攻博士課程単位取得満期退学。
1993年在学中に『ジャガーになった男』で第6回小説すばる新人賞を受賞。1999年、『王妃の離婚』で第121回直木三十五賞を受賞。2005年1月から新聞連載を開始した『女信長』では、初めて日本史にも挑戦した。2014年、『小説フランス革命』で第68回毎日出版文化賞の特別賞を受賞。2020年、『ナポレオン』で第24回司馬遼太郎賞を受賞。2023年、『チャンバラ』で第18回中央公論文芸賞を受賞。

## 人物・作風
主に中世から近世にかけてのヨーロッパを舞台とした歴史小説を多く書いている。史実をもとにしながら、奇想天外なストーリー、登場人物たちの濃厚な性格描写などで知られる。
歴史学で博士課程を満期退学した経歴を生かし、フランス語史料も駆使して緻密に時代背景を描写する作風である。また、地の文から切れ目無く独白に入り、最後にカギカッコ付きの独白で締めるという独特の文体を多用する。『黒い悪魔』『褐色の文豪』『象牙色の賢者』では、3代にわたるアレクサンドル・デュマ（トマ、大デュマ、小デュマ）について、それぞれの生涯を1冊ずつ書いている。
デビュー以来ヨーロッパ史を題材とした作品をものしてきたが、近年は日本の歴史小説、アメリカを舞台にした近未来小説なども手がけている。

## エピソード
野球ファンとして知られるが、かつて鶴岡市のタウン誌に誤認に基づく内容のコラムを記載し、物議を醸した（モンテディオ山形サポーターの抗議に後日発行元が陳謝している）。

## 作品

### 小説
- 『ジャガーになった男』（第6回小説すばる新人賞受賞作）集英社 1994 ISBN 4-08-774049-8
  - 集英社文庫 1997 ISBN 4-08-748712-1
- 『傭兵ピエール』集英社 1996 ISBN 4-08-775196-1 （宝塚歌劇団宙組により舞台化、コミック化）
  - 集英社文庫 1999 上巻 ISBN 4-08-747015-6 下巻 ISBN 4-08-747016-4
- 『赤目-ジャックリーの乱』マガジンハウス 1998 ISBN 4-8387-0854-8
  - 集英社文庫 『赤目のジャック』（文庫化に当たって改題） ISBN 4-08-747320-1
- 『双頭の鷲』新潮社 1999 ISBN 4-10-428001-1
  - 新潮文庫 2001 上巻 ISBN 4-10-112531-7 下巻 ISBN 4-10-112532-5
- 『王妃の離婚』集英社 1999 （第121回直木賞受賞作） ISBN 4-08-775248-8
  - 集英社文庫 2002 ISBN 4-08-747443-7
- 『カエサルを撃て』中央公論新社 1999 ISBN 4-12-002932-8
  - 中公文庫 2004 ISBN 4-12-204360-3
- 『カルチェ・ラタン』集英社 2000 ISBN 4-08-774458-2
  - 集英社文庫 2003 ISBN 4-08-747603-0
- 『二人のガスコン』講談社 2001 上巻 ISBN 4-06-209695-1 中巻 ISBN 4-06-210595-0 下巻 ISBN 4-06-210596-9
  - 講談社文庫 2004 上巻 ISBN 4-06-274768-5 中巻 ISBN 4-06-274766-9 下巻 ISBN 4-06-274769-3
- 『オクシタニア』集英社 2003 ISBN 4-08-775307-7
  - 集英社文庫 2006 上巻 ISBN 4-08-746065-7 下巻 ISBN 4-08-746066-5
- 『ジャンヌ・ダルクまたはロメ』（短編集6篇）講談社 2004 ISBN 4-06-212256-1
  - 講談社文庫 ISBN 4-06-275318-9
- 『剣闘士スパルタクス』中央公論新社 2004 ISBN 4-12-003532-8
  - 中公文庫 ISBN 978-4-12-204852-2
- 『カポネ』角川書店 2005 ISBN 4-04-873658-2
  - 角川文庫 2009 上巻 ISBN 978-4-04-236504-4 下巻 ISBN 978-4-04-236505-1
- 『女信長』毎日新聞社 2006 ISBN 4-620-10702-6
  - 新潮文庫 2012 ISBN 978-4-10-112533-6
- 『アメリカ第二次南北戦争』光文社 2006 ISBN 4-334-92511-1
  - 光文社文庫 2010 ISBN 978-4-334-74757-2
- 『新徴組』新潮社 2010／新潮文庫 2013
- 『ペリー』角川書店 2011 「開国の使者 ペリー遠征記」角川文庫 2014
- 『黒王妃』講談社 2012／集英社文庫 2020 ISBN 978-4-08-744110-9
- 『かの名はポンパドール』世界文化社 2013 ISBN 978-4-418-13510-3
- 『ラ・ミッション 軍事顧問ブリュネ』文藝春秋 2015／文春文庫 2017
- 『ハンニバル戦争』中央公論新社 2016　ISBN 978-4-12-004813-5
  - 中公文庫 2019 ISBN 978-4-12-206678-6
- 『遺訓』新潮社 2017 ISBN 978-4-10-428003-2
  - 新潮文庫 2020 ISBN 978-4-10-1125350
- 『ファイト』中央公論新社 2017 ISBN 978-4-12-004983-5
  - 中公文庫 2020 ISBN 978-4-12-206897-1
- 『日蓮』新潮社 2021／新潮文庫 2022
- 『最終飛行』文藝春秋 2021
- 『チャンバラ』中央公論新社 2023

#### 18-19世紀フランス
- 『小説フランス革命』
  - 単行判
    - 第一部
      1. 『革命のライオン』集英社 2008 ISBN 978-4-08-771217-9
      2. 『バスティーユの陥落』集英社 2008 ISBN 978-4-08-771271-1
      3. 『聖者の戦い』集英社 2009 ISBN 978-4-08-771280-3
      4. 『議会の迷走』集英社 2009 ISBN 978-4-08-771313-8
      5. 『王の逃亡』集英社 2010 ISBN 978-4-08-771344-2
      6. 『フイヤン派の野望』集英社 2010 ISBN 978-4-08-771358-9

    - 第二部
      1. 『ジロンド派の興亡』集英社 2012 ISBN 978-4-08-771456-2
      2. 『共和政の樹立』集英社 2012 ISBN 978-4-08-771477-7
      3. 『ジャコバン派の独裁』集英社 2012 ISBN 978-4-08-771490-6
      4. 『粛清の嵐』集英社 2013 ISBN 978-4-08-771503-3
      5. 『徳の政治』集英社 2013 ISBN 978-4-08-771517-0
      6. 『革命の終焉』集英社 2013 ISBN 978-4-08-771531-6

  - 文庫再刊
    - 第一部
      1. 『革命のライオン』集英社文庫 2011 ISBN 978-4-08-746738-3
      2. 『パリの蜂起』集英社文庫 2011 ISBN 978-4-08-746748-2
      3. 『バスティーユの陥落』集英社文庫 2011 ISBN 978-4-08-746760-4
      4. 『聖者の戦い』集英社文庫 2011 ISBN 978-4-08-746771-0
      5. 『議会の迷走』集英社文庫 2012 ISBN 978-4-08-746783-3
      6. 『シスマの危機』集英社文庫 2012 ISBN 978-4-08-746792-5
      7. 『王の逃亡』集英社文庫 2012 ISBN 978-4-08-746803-8
      8. 『フイヤン派の野望』集英社文庫 2012 ISBN 978-4-08-746816-8
      9. 『戦争の足音』集英社文庫 2012 ISBN 978-4-08-746829-8

    - 第二部
      1. 『ジロンド派の興亡』集英社文庫 2014 ISBN 978-4-08-745226-6
      2. 『八月の蜂起』集英社文庫 2014 ISBN 978-4-08-745236-5
      3. 『共和政の樹立』集英社文庫 2014 ISBN 978-4-08-745247-1
      4. 『サン・キュロットの暴走』集英社文庫 2014 ISBN 978-4-08-745261-7
      5. 『ジャコバン派の独裁』集英社文庫 2015 ISBN 978-4-08-745272-3
      6. 『粛清の嵐』集英社文庫 2015 ISBN 978-4-08-745285-3
      7. 『徳の政治』集英社文庫 2015 ISBN 978-4-08-745296-9
      8. 『ダントン派の処刑』集英社文庫 2015 ISBN 978-4-08-745307-2
      9. 『革命の終焉』集英社文庫 2015 ISBN 978-4-08-745317-1
- 『黒い悪魔』文藝春秋 2003／文春文庫 2010 ISBN 978-4-16-777389-2
- 『褐色の文豪』文藝春秋 2006／文春文庫 2012 ISBN 978-4-16-783812-6
- 『象牙色の賢者』文藝春秋 2010 ISBN 978-4-16-328920-5。デュマ家三代を描く
- 『ナポレオン① 台頭篇』各・集英社 2019／集英社文庫 2022
  - 『ナポレオン② 野望篇』
  - 『ナポレオン③ 転落篇』

### ノンフィクション
- 『ダルタニャンの生涯　史実の三銃士』岩波新書 2002年 ISBN 978-4-00-430771-6
- 『英仏百年戦争』集英社新書 2003年 ISBN 978-4-08-720216-8
- 『カペー朝 フランス王朝史1』講談社現代新書 2009年 ISBN 978-4-06-288005-3
- 『フランス革命の肖像』集英社新書 ヴィジュアル版 2010年 ISBN 978-4-08-720541-1
- 『ヴァロワ朝 フランス王朝史2』講談社現代新書 2014年 ISBN 978-4-06-288281-1
- 『テンプル騎士団』集英社新書 2018年 ISBN 978-4-08-721040-8
- 『ドゥ・ゴール』角川選書 2019年／角川ソフィア文庫 2022年 ISBN 404-400732-2
- 『ブルボン朝 フランス王朝史3』講談社現代新書 2019年 ISBN 978-4-06-516433-4
- 『よくわかる一神教　ユダヤ教、キリスト教、イスラム教から世界史をみる』集英社 2021年 ISBN 978-4-08-788055-7
- 『覇権帝国の世界史』PHP文庫 2021年 ISBN 978-4-569-90134-3

## 共著ほか
- 池上彰と『日本の1/2革命』集英社新書、2011年 ISBN 978-4-08-720596-1
- 井上章一と『世界史のミカタ』祥伝社新書、2019年 ISBN 978-4-396-11588-3

アンソロジー参加作品
- 『女王』（『ヴィンテージ・セブン』講談社 2007年 収録） ISBN 978-4-06-214178-9

### 漫画原作
- 『傭兵ピエール』作画：野口賢、集英社(ヤングジャンプコミックス) 2004-2007
  - 全4巻。第1巻 ISBN 978-4-08-876585-3 第2巻 ISBN 978-4-08-876785-7 第3巻 ISBN 978-4-08-877090-1 第4巻 ISBN 978-4-08-877231-8
- 『かの名はポンパドール』作画：紅林直、集英社(ヤングジャンプコミックス) 2012-2013
  - 全4巻。第1巻 ISBN 978-4-08-879305-4 第2巻 ISBN 978-4-08-879410-5 第3巻 ISBN 978-4-08-879530-0 第4巻 ISBN 978-4-08-879644-4